# George William Staempfli
George William Staempfli   (Berna, 6 de desembre de 1910 - Annapolis, 25 de març de 1999) va ser un galerista, marxant d’art i artista suís establert als Estats Units. Va néixer a Berna (Suïssa) el 1910 i es va traslladar als Estats Units el 1935. Va treballar a la galeria M. Knoedler & Company i va exercir com a conservador de pintures al Museu de Belles Arts de Houston entre 1954 i 1956.
El 1959 va fundar la Staempfli Gallery a Nova York, especialitzada en art contemporani europeu i americà on van exposar artistes com Salvador Dalí, Paul Delvaux, David Park, Elmer Bischoff, Joan Brown i George Rickey. Fou el galerista de Xavier Corberó i el va introduïr als Estats Units. La galeria va tancar oficialment el 1988, i Staempfli es va retirar a Annapolis (Maryland) el 1992, on va viure fins a la seva mort el 25 de març de 1999, als 89 anys.
A més de la seva tasca com a marxant, Staempfli també va ser pintor, exposant la seva obra als Estats Units i Europa. Va formar part del Fine Arts Advisory Committee de l’Exposició Universal de Brussel·les de 1958. Va estar casat i divorciat tres vegades i va tenir tres fills.